# Proterogynotaenia dougi
Proterogynotaenia dougi är en plattmaskart som beskrevs av Sandeman 1959. Proterogynotaenia dougi ingår i släktet Proterogynotaenia och familjen Progynotaeniidae. Inga underarter finns listade i Catalogue of Life.